# Halazhaisuchus qiaoensis
Halazhaisuchus qiaoensis è un rettile estinto, appartenente agli arcosauriformi. Visse tra il Triassico inferiore e il Triassico medio (Olenekiano/Anisico, circa 248/247 milioni di anni fa) e i suoi resti fossili sono stati ritrovati in Cina.

## Descrizione
Questo animale è noto solo per un resto fossile incompleto, comprendente parte della colonna vertebrale, alcune costole, due scapole e due omeri, radio e ulna destri e un coracoide sinistro. Due file di placche ossee (osteodermi) erano poste sopra le vertebre. Halazhaisuchus doveva essere un piccolo rettile lungo meno di un metro, dalle zampe anteriori relativamente corte. Non è chiaro se fosse simile a un altro arcosauriforme primitivo ben noto, Euparkeria, come precedentemente ritenuto. 

## Classificazione
Il fossile di Halazhaisuchus venne scoperto nella formazione Ermaying nella regione dello Shaanxi, in Cina, e venne descritto per la prima volta nel 1982. Gli autori della prima descrizione lo assegnarono alla famiglia Euparkeriidae, nota principalmente per Euparkeria del Sudafrica. Le somiglianze tra i due animali includevano caratteristiche primitive come i piccoli intercentri tra le vertebre e un grande coracoide, non riscontrabili negli arcosauri successivi. In ogni caso, è stato poi appurato che queste caratteristiche primitive sono comuni a numerosi altri arcosauriformi arcaici, e non sono esclusivi degli euparkeriidi (Borsuk−Białynicka e Evans, 2009). 

## Paleogeografia
La fauna della formazione Ermaying inferiore assomiglia moltissimo a quella della zona a ''Cynognathus'' del Sudafrica. Si suppone che Halazhaisuchus, anche se forse non molto simile nell'aspetto, dovesse giocare un ruolo ecologico quasi identico a quello di Euparkeria; le forme cinesi Parakannemeyeria (un grande dicinodonte erbivoro) e Guchengosuchus (un grande arcosauriforme carnivoro) dovevano essere molto simili ai sudafricani Kannemeyeria ed Erythrosuchus (Sues e Fraser, 2010).